# Kohuroa Stream Waterfalls
Die Kohuroa Stream Waterfalls sind ein Wasserfall im Küstenort Leigh in der Region Auckland auf der Nordinsel Neuseelands. Er liegt im Lauf des Kohuroa Stream, der unweit hinter dem Wasserfall in die Mathesons Bay mündet. Seine Fallhöhe beträgt rund 7 Meter.
Vom New Zealand State Highway 1 zweigt in Warkworth die Sandspit Road ab. Diese führt in nordöstlicher Richtung über die Matakana Road und die Leigh Road nach Leigh. Dort leitet die Grand View Road nach Süden auf den am Meer gelegenen Besucherparkplatz des Matheson Bay Reserve. Von hier aus beginnt ein rund 40-minütiger Retourwanderweg, der am Wasserfall vorbeiführt.